# 前橋七夕まつり
前橋七夕まつり（まえばしたなばたまつり）は、毎年7月の第一月曜日の3日後に当たる木曜日から日曜日までの4日間に、群馬県前橋市の中心市街地と市内一円で行われる祭り。前橋初市まつりや前橋まつりとともに、前橋三大まつりに数えられる。
なお、会場周辺は安全確保と円滑な進行のため、ドローンが全面禁止となっている。

## 概要
1951年（昭和26年）から本格的に開催されるようになった。
元々行われていた伝統的な竹飾りに加え、七夕飾りコンクールや、浴衣に関するイベント、露店、物産市など、さまざまなイベントが催される（露店は2日目の午後から）。期間中は10時から21時30分まで交通規制が敷かれる。
北関東で最大級の規模を誇る七夕まつりであり、県内外から多数の観光客が訪れる。

## アクセス

### 鉄道
- 前橋駅から徒歩で約10分
- 中央前橋駅からすぐ

### 道路
- 関越自動車道前橋ICから国道17号前橋方面へ約10分
- グリーンドーム第6駐車場から前橋テルサ西まで無料おまつりバス（パーク&バスライド）を10分間隔で運行[4]